# Diana de Liz
Maria Eugénia Haas Costa Ramos (São Pedro, Évora, 29 de março de 1892 – São Sebastião da Pedreira, Lisboa, 30 de maio de 1930), mais conhecida pelo pseudónimo literário Diana de Liz ou Mimi Haas (nome com que assinava as contribuições para jornais e revistas), foi uma escritora e jornalista portuguesa.

## Biografia
Nasceu na Travessa do Açacal, nº 12, na freguesia de S. Pedro, em Évora. Era filha de Zacarias José da Costa Ramos, capitão do Regimento de Cavalaria n.º 5 do Exército, e de Margarida Amélia do Ó da Costa Ramos, doméstica, ambos naturais de Lisboa (ele da freguesia de Santos-o-Velho e ela da freguesia de Santa Maria de Belém).
Muda-se com a família para Lisboa quando tem 8 anos de idade. Aí inicia a educação básica e desde cedo mostra vocação para as letras, aprendendo francês, inglês e italiano. Dedica-se também à música. Aos 20 anos, em 1912, completa a sua educação e integra a sociedade lisboeta, regressando ocasionalmente a Évora com os pais.

### Carreira literária
Começa a escrever, em prosa e verso, material que publica em vários periódicos como o Correio da Manhã o Diário de Notícias, o Diário de Lisboa, o Magazine Bertrand, a Vida Feminina onde usa o pseudónimo Mimi Haas, e no Magazine Civilização no A.B.C. de Madrid e no El Suplemento, de Buenos Aires, já como Diana de Liz, pseudónimo que usa pela primeira vez no Correio da Manhã, em 1923. 

#### Temática
A sua obra é considerada pouco convencional para o gosto e moral da época, tanto pelos temas que abordava como pela forma directa com que os comunicava. Por ser uma defensora da emancipação feminina, explora a temática da posição subalterna da mulher. Diana de Liz escreve para um público sobretudo feminino, oriundo de classes altas e forçosamente ocioso, e por esse motivo a sua escrita aborda a experiência feminina sob um olhar crítico, irónico e sarcástico, mas guardando compaixão e reflectindo na condição humana. Apesar da sua curta vida, que dá à sua obra um carácter experimental sem que haja necessariamente a concretização de grandes projectos literários, tenta explorar potencialidades expressivas no campo da literatura, através da utilização de formas discursivas emergentes como o diálogo novelesco, que ganhava potencialmente relevo face ao aparecimento e popularidade da telefonia.

#### Tradução
Faz as traduções de Corações Sem Rumo, de Pedro Mata y Domínguez (publicado em 1937) e A Morte do Sonho de Alfio Berretta (publicado em 1930).

### Relação com Ferreira de Castro
Em 1926 conhece Ferreira de Castro, com quem pretende casar apesar da oposição dos pais ao matrimónio. Acaba por ser deserdada em 1927 e torna-se a companheira de Ferreira de Castro. É-lhe atribuída a responsabilidade por um aumento notório na sensibilidade e a compaixão do autor face às falhas da humanidade e aos problemas da vida, e a expansão do seu espírito filantrópico que irá também afectar a elaboração das suas obras posteriores.

### Doença e morte
Em 1929, depois de uma visita a Paris e Andorra, Diana contrai tuberculose. Ferreira de Castro leva-a para Oliveira de Azeméis, sua terra natal. Diana morre vítima de septicemia em sua casa, no primeiro andar do n.º 23 da Rua Tenente Espanca, freguesia de São Sebastião da Pedreira, em Lisboa, a 30 de maio de 1930, dias depois da publicação d'A Selva. Foi inicialmente sepultada no Cemitério do Lumiar, em Lisboa, mas foi trasladada para o cemitério de Ossela, terra natal de Ferreira de Castro, em 1938, em mausoléu por este construído.
Depois da sua morte, Ferreira de Castro dedica-se à compilação e publicação dos escritos de Diana, que irá prefaciar. Publica em 1931 Pedras Falsas, uma colectânea de contos, crónicas e cartas, quase todas publicadas no Correio da Manhã. Em 1932 publica Memórias de uma Mulher da Época, um romance.  Ferreira de Castro escreve Eternidade em 1933, um romance que reflecte o sofrimento do autor.

### Homenagens póstumas

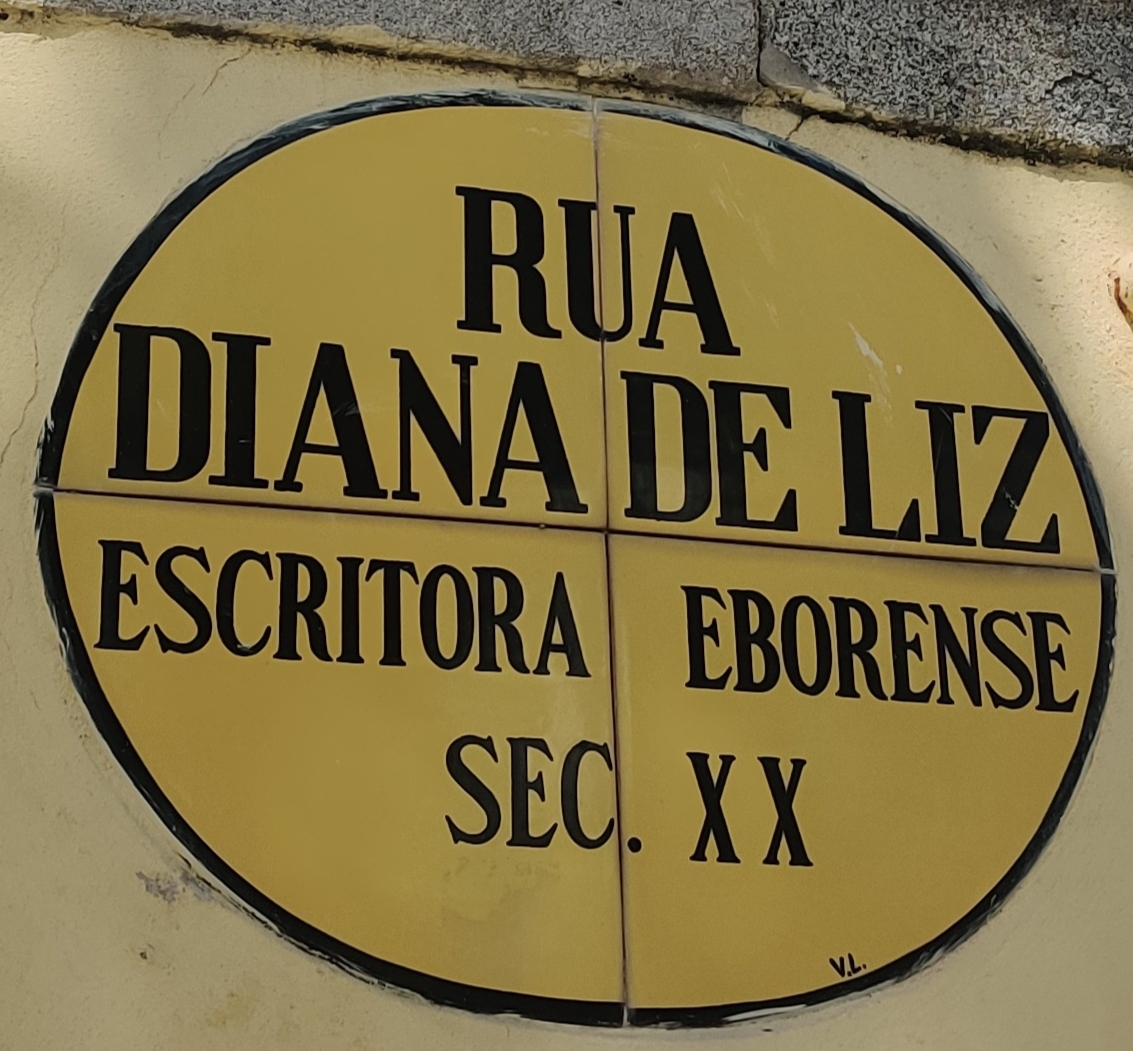
Placa da Rua Diana de Liz em Évora

Existe em Évora uma rua com o nome Diana de Liz, inaugurada em 27 de maio de 1934 por Ferreira de Castro, que organizou o fabrico e instalação da lápide toponímica.

## Obra publicada
- Pedras Falsas (1931)
- Memórias duma Mulher da Época (1932)  Memórias duma Mulher da Época no Wikisource em português.